# زاهدان
زاهِدان یکی از کلان‌شهرهای ایران و مرکز استان سیستان و بلوچستان است. زاهدان از سوی شمال به شهرستان هامون، از جنوب به شهرستان تفتان، از شرق به کشورهای افغانستان و پاکستان و از غرب به شهرستان فهرج به پایان می‌رسد. نام پیشین آن «دزآپ» بوده که در زمان پادشاهی رضاشاه به «زاهدان» تغییر یافته است.
آب و هوای شهر زاهدان گرم و خشک به‌شمار می‌رود ولی شب‌های تابستان آب و هوای این شهر رو به سردی می‌گراید. آب آشامیدنی زاهدان لوله‌کشی آب شیرین است و از راه انتقال آب از شهرستان زابل و هامون تأمین می‌گردد. زاهدان به جهت مرزی بودن، از موقعیت راهبردی جغرافیایی و تجاری و نظامی و شرایط ویژه برخوردار است؛ به گونه‌ای که از یک‌سو راه‌آهن پاکستان که از مرز میرجاوه وارد ایران می‌شود و از سوی دیگر راه‌آهن سراسری ایران به این شهر به پایان می‌رسد می‌شود؛ و از سوی دیگر در نزدیکی به میل سه سویه ایران و پاکستان و افغانستان قرار دارد.

## موقعیت جغرافیایی
زاهدان شهری نوبنیاد است که در ۵۱۷ کیلومتری شرق شهر کرمان و نیز در نزدیکی کشور پاکستان واقع شده‌است. این شهر از طریق راه زمینی از سمت شمال به بیرجند و مشهد و از سمت جنوب به چابهار مرتبط شده و همچنین دارای ایستگاه راه‌آهن و فرودگاه بین‌المللی است. زاهدان از لحاظ مختصات جغرافیایی در ۶۰ درجه و ۵۱ دقیقه و ۲۵ ثانیهٔ طول شرقی و ۲۹ درجه و ۳۰ دقیقه و ۴۵ ثانیهٔ عرض شمالی واقع شده‌است. اختلاف زمان زاهدان با تهران ۳۶+ دقیقه و با گرینویچ ۲۴۶+ دقیقه‌است.

## نام‌شناسی
زاهدان تا قبل از دوره پهلوی، روستای کوچک و دورافتاده‌ای به نام دزآپ بود؛ دزآپ کلمه‌ای به زبان بلوچی است و از دز+آپ تشکیل شده‌است. دز و آپ بلوچی، معادل دزد و آب در فارسی است. بعدها دزآپ به دزدآب و سپس با همکاری نیروهای رضاشاه به فرماندهی امان‌الله جهانبانی، در سال ۱۳۰۸ خورشیدی به علت اینکه اکثر مردم آن منطقه متدین بودند، زاهدان نام گرفت. واژه زاهدان در لغت به معنی «شهر پرهیزگاران» است.

## مردم‌شناسی
امروزه ترکیب عمده قومیتی این شهر را سیستانی‌ها و بلوچ‌ها تشکیل می‌دهد.همچنین جمعیت شیعه و سنی در این شهر ۵۰-۵۰ می‌باشد.
زبان سیستانی‌های زاهدان فارسی(گویش سیستانی) و زبان بلوچ‌های زاهدان زبان بلوچی بوده، همچنین زنان و مردان بلوچ و سیستانی پوشش مخصوص به خود که به پوشاک بلوچی و سیستانی مشهور است را بر تن دارند.
اقوام دیگری نیز در این شهر از قبیل یزدی‌ها، بیرجندی‌ها، کرمانی‌ها، مهاجرانی از آذربایجان، سیک‌های هندی و افغانستانی‌ها زندگی می‌کند.

## تاریخچه

### پیش از جنگ جهانی اول
زاهدان تا پیش از وقوع جنگ جهانی اول، دهکده کوچک و دورافتاده‌ای به نام دزآپ بود؛ آنان آب آشامیدنی و کشاورزی مورد نیاز خود را از طریق چند رشته قنات در پیرامون روستا تأمین می‌نمودند.  پیش‌تر در منطقهٔ شمالی شهر کنونی زاهدان و بر فراز کوه‌های این منطقه، دژ کوچکی قرار داشته که مردمانی در پیرامون این دژ سکنی گزیده بودند. این افراد از طریق تجارت و کشاورزی به زندگی خود ادامه می‌دادند.
هنری فیلد دزآپ قدیم را جزء بخش سرحد، و سرحد را یکی از ۴ قسمت اصلی بلوچستان ایران دانسته‌است. سرپرسی سایکس نیز بر این مدعا صحه گذاشته. است.
ژنرال ریجنالد ادوارد هری دایر در سال ۱۸۷۷ به این منطقه حمله کرد که با مقاومت سرداران بلوچ سرحد در شمال زاهدان و دره نالک خاش مواجه شد. وی ماجرای جدال خود با بلوچ‌ها را در کتابی به نام «مهاجمان سرحد» که درسال ۱۹۲۱ درلندن انتشار پیدا کرد به چاپ رساند.

### پس از جنگ جهانی اول
به‌جهت نزدیکی دزآپ به دو کشور افغانستان و پاکستان و موقعیت مناسب تجاری آن با کشور هند، دولت وقت ایران با فرستادن مأموران دولتی به این روستا و بررسی کم و کاستی‌های آن، زمینهٔ تأسیس مراکز مختلف دولتی را در دزآپ فراهم آورد.
شمار اداره‌ها و مراکز دولتی دزآپ و کارمندان که در این مراکز مشغول به کار بودند، روز به روز بیشتر می‌شد؛ از همین‌روی برخی از بازرگانان و تاجران برای خرید و فروش و رفع نیازهای روزانهٔ مردم به این روستا آمده و ساکن آن شدند. اغلب بازرگانان اهل کشور هند بودند.

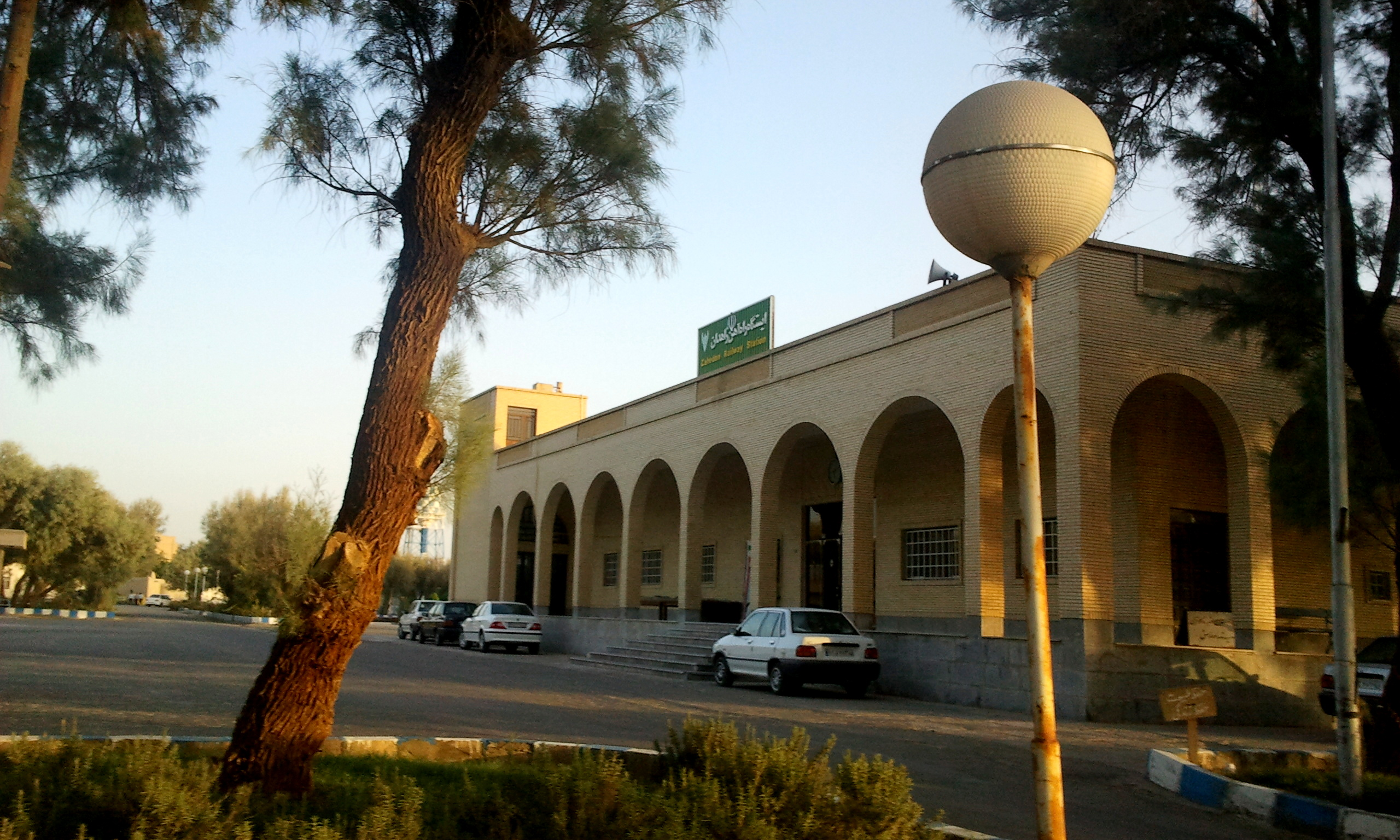
ایستگاه راه‌آهن زاهدان

مجلس شورای ملی در سال ۱۳۰۲ خورشیدی دستور تأسیس و آبادانی زاهدان را داد. در سال ۱۳۰۹ خورشیدی به پیشنهاد تیمسار جهانبانی و به دستور رضاشاه، نام شهر از دزآپ به زاهدان تغییر کرد. معماری زاهدان با توجه به آب و هوای گرم‌سیری آن و به پیروی از معماری شهرهای قدیم ایران توسط معماران ایرانی تهیه شده‌است. راه‌اندازی راه‌آهن کویته-زاهدان از نخستین نشانه‌های شهرنشینی در این شهر به‌شمار می‌رود.
بازرگانان هندی نیز برای خرید و فروش کالاهای مورد نیاز مردم، برای خود دکان‌هایی ساختند؛ تعدادی از بازاریان اهل مشهد و یزد  به این شهر آمده و در آن سکونت گزیدند. در این دوره بسیاری از بازرگانی منطقه در دست مهاجران ایرانی بود و در این زمینه با سیک‌های هندی رقابت داشتند.
- - بعد از ایجاد راه‌آهن گروهی از هندوها به هدف کار در بخش راه‌آهن وارد دزآپ شدند، اما با اتمام خط راه‌آهن و هم چنین پایان جنگ اول از اهمیت سیاسی این خط کاسته شد. موقعیت دزآپ جهت (نزدیکی به هند، هم چنین به آب‌های آزاد دریای عمان، و درنتیجه تسهیل امور تجاری) افزایش اهمیت اقتصادی راه‌آهن دزآپ و شهر دزآپ را درپی داشت. این امر سبب مهاجرت گروهی دیگر از سیک‌ها به دزآپ و اشتغال آنها در بخش تجارت شد که با حمایت دولت ایران و انگلیس در بخش‌های گمرک و عوارض راه هم راه بود. سیک‌ها اتباع هندی انگلیس قلمداد می‌شدند و این امر مزایایی داشت که البته کسب این مزایا سبب محرومیت اتباع ایرانی از آن می‌شد. این امر وضعیت سختی را بر اتباع ایرانی به ویژه ساکنان محلی شهر مترتب می‌کرد، چراکه در زاهدان به منزلهٔ شهری تازه تأسیس، افزون بر مهاجران جدید، ساکنان بومی نیز در بخش‌هایی از شهر ساکن بودند. ازجمله طایفهٔ سرابندی که جز اولین طایفه مستقر در شهر نوبنیاد زاهدان بودند و طایفهٔ گرگیج که در شمال زاهدان مستقر بودند. این طوایف که به گله‌داری و زراعت اشتغال داشتند ورود مهاجران جدید و هم چنین اقدامات دولت مرکزی، غصب زمین‌ها توسط مهاجران جدید که از حمایت ارتش برخوردار بودند و مسئله کشف حجاب اوضاعی را بر آنها مترتب می‌کرد که شماری از ساکنان بومی به سبب این اوضاع مجبور به مهاجرت می‌شدند. .[۱۷][۱۸][۱۹]

### حمله نظامیان انگلیسی
هنگامی که کمپانی هند شرقی بریتانیا بر هند و پاکستان امروزی مستولی شد و منطقه کلات و بلوچستان پاکستان به تصرف انگلیسی‌ها درآمد، در نخستین روز اکتبر سال ۱۸۷۷ ژنرال ریجنالد ادوارد هری دایر به این منطقه حمله کرد. در این بین عده‌ای از سران بلوچ با حمله به کاروان انگلیسی‌ها مانع حضور انگلیس در سرحد شده بودند. در این زمان انگلیس به فکر کشیدن خط آهن به بلوچستان ایران بود. مهم‌ترین سرداران بلوچ که با انگلیسی‌ها جنگیدند سردار جمعه‌خان اسماعیل‌زهی شه‌بخش، سردار خلیل‌خان گمشادزهی و سردار جنیدخان یاراحمد زهی شهنوازی بودند. جنگ‌های این سرداران بلوچ با قوای انگلیس منجر به کشته شدن بسیاری از نیروهای انگلیسی شد. در نبردی که بین نیروهای جمعه‌خان با انگلیس در شمال دزآپ (زاهدان کنونی) روی داد بیش از ۷۰ انگلیسی کشته شدند. در نبرد دره نالک نیز بیش از ۳۳۰ انگلیسی توسط یاراحمد زهی‌ها به قتل رسیدند. هری دایر به هندوستان رفت و ۶ سال بعد در بریستول انگلستان در گذشت. وی ماجرای جدال خود با بلوچ‌ها را در کتابی به نام «مهاجمان سرحد» که درسال ۱۹۲۱ درلندن انتشار پیدا کرد به چاپ رساند.
محدودهٔ شهری زاهدان در این دوران به فاصلهٔ میان خیابان تهران از یک سو و خیابان پشت شهرداری از سوی دیگر محدود شده‌بود. برق‌رسانی در شهر زاهدان در سال ۱۳۲۸ خورشیدی انجام شد. کارخانهٔ برق زاهدان در ابتدای خیابان سنایی قرار داشت و بانی آن یکی از اهالی یزد به نام «رزاق‌زاده» بود. وی همچنین مقدمات احداث اولین باغ در زاهدان به‌نام کلاته رزاق‌زاده را فراهم آورد که در جادهٔ زاهدان به خاش قرار دارد.
شهر زاهدان به خاطر حضور انگلیسی‌ها از قدیمی‌ترین شهرهای ایران است که دارای آب لوله‌کشی شد. این لوله‌کشی البته در ایستگاه راه‌آهن شهر و برای خانه‌های کارکنان آن انجام شد. گسترش لوله‌کشی آب شهر توسط شهرداری در سال ۱۳۳۵ انجام گرفت.
در سال‌های ۱۳۲۷ و ۲۸ در زاهدان دو دبیرستان ساخته داشت به نام‌های پروین و ۱۵ بهمن. پس از آن نیز دبیرستان‌های تازه‌ای به نام‌های علم، امیرمعزی، شاه، شهناز، ایراندخت و ارم در شهر احداث شد. تنها بیمارستان شهر در این سال‌ها، بیمارستانی بود در پشت خیابان شهرداری که یک پزشک داشت. اهالی محل به خاطر سیاه‌پوست بودن این پزشک، این بیمارستان را به عنوان «بیمارستان دکتر سیاه» می‌شناختند. پس از آن، سازمان بهداری در ابتدای خیابان دکتر شریعتی، بیمارستانی به نام بیمارستان علم (بوعلی فعلی) احداث نمود.

## جغرافیا

### موقعیت جغرافیایی
زاهدان به‌عنوان مرکز استان سیستان و بلوچستان و در محدوده جنوب شرق کشور و در فاصلهٔ ۱۴۹۴ کیلومتری جنوب شرق تهران واقع شده و ۱۳۸۵ متر از سطح دریا ارتفاع دارد. این شهر از موقعیت جغرافیایی بسیار مناسبی برخوردار گشته و پاکستان، خراسان و کرمان را به هم متصل می‌کند.

### آب و هوا

نقشهٔ آب و هوایی ایران.

آب و هوای زاهدان در بیش‌تر روزهای سال گرم و خشک می‌باشد. در فصل تابستان روزهایی بسیار گرم و شب‌هایی با حرارت نسبی کم را تجربه می‌کند. معمولاً در این شهر برف نمی‌بارد. با این حال بیشترین میزان نزولات جوی در استان، مربوط به زاهدان و هم چنین شهرستان خاش می‌باشد که عمدتاً در فصل زمستان رخ می‌دهد. در ماه‌های دی و بهمن، آب و هوایی عمدتاً خنک و شب‌هایی سرد در این منطقه حاکم است.

### آب‌ها
آب آشامیدنی مورد نیاز زاهدان در حال حاضر از طریق چاه نیمه‌های زابل و هامون تأمین می‌شود

### کوه‌ها
زاهدان به‌صورت گودالی بزرگ در میان کوه‌های مختلفی قرار گرفته‌است. 
از مهم‌ترین کوه‌های این شهر می‌توان کوه‌های اشتران (ارتفاع: ۳۰۱۲ متر)، انجیردان (ارتفاع: ۲۲۵۵ متر)، جیکو، پیرخان (ارتفاع: ۲۲۲۱ متر) و ملک‌سیاه را نام برد.

### کشاورزی
درآمد برخی از ساکنان زاهدان از طریق کشاورزی تأمین می‌گردد. از جملهٔ محصولات کشاورزی این شهر می‌توان جو، ذرت دانه‌ای، ذرت علوفه‌ای، سبزیجات، علوفه، گندم، گیاهان و نیز محصولات باغی و صیفی را بیان کرد.

## جمعیت
جمعیت زاهدان برپایهٔ سرشماری عمومی نفوس و مسکن سال ۱۳۹۵ خورشیدی مرکز آمار ایران بالغ بر ۵۸۷٬۷۳۰ نفر بوده که از این جهت، دوازدهمین شهر پرجمعیت ایران محسوب می‌شود.
برپایهٔ همین آمار در سال ۱۳۹۵ از مجموع جمعیت زاهدان، ۲۹۹٬۵۵۰ نفر مرد و ۲۸۸٬۱۸۰ نفر زن بوده‌اند. همچنین شمار خانوارهای ساکن این شهر در این سال بالغ بر ۱۴۶٬۷۱۷ خانوار بوده‌است.

## غذاها و خوراکی‌های محلی
- آبگوشت سیستانی
- قیمه سیستانی
- تجگی سیستانی
- کشک زرد سیستانی
- چلبک سیستانی
- بورک سیستانی
- آچار سیستانی (ادویه)
- قلیفی سیستانی
- کلوچه سیستانی[۲۷][عدم مطابقت با منبع]
- تاسووی
- حلوای خرمایی چنگال
- حلوای شکری بلوچی
- تاس آپی
- ترونچه (تنورچه)
- تباهگ
- بریانی
- شیلانچ (کشک سفید محلی)
- کورگ آپ بلوچی (غوره و اب انار همراه با سبزیجات و روغن حیوانی)
- سبزوک بلوچی
- شیر چاه یا دودپتی (مخلوطی از شیر، چای و شکر)
- حرام بلوچی (ترشی لیمو)
- چتنی بلوچی (ترشی انبه و مخلوط)
- انواع نان بلوچی مثل سیسرک-تلانتلو-شلو و..

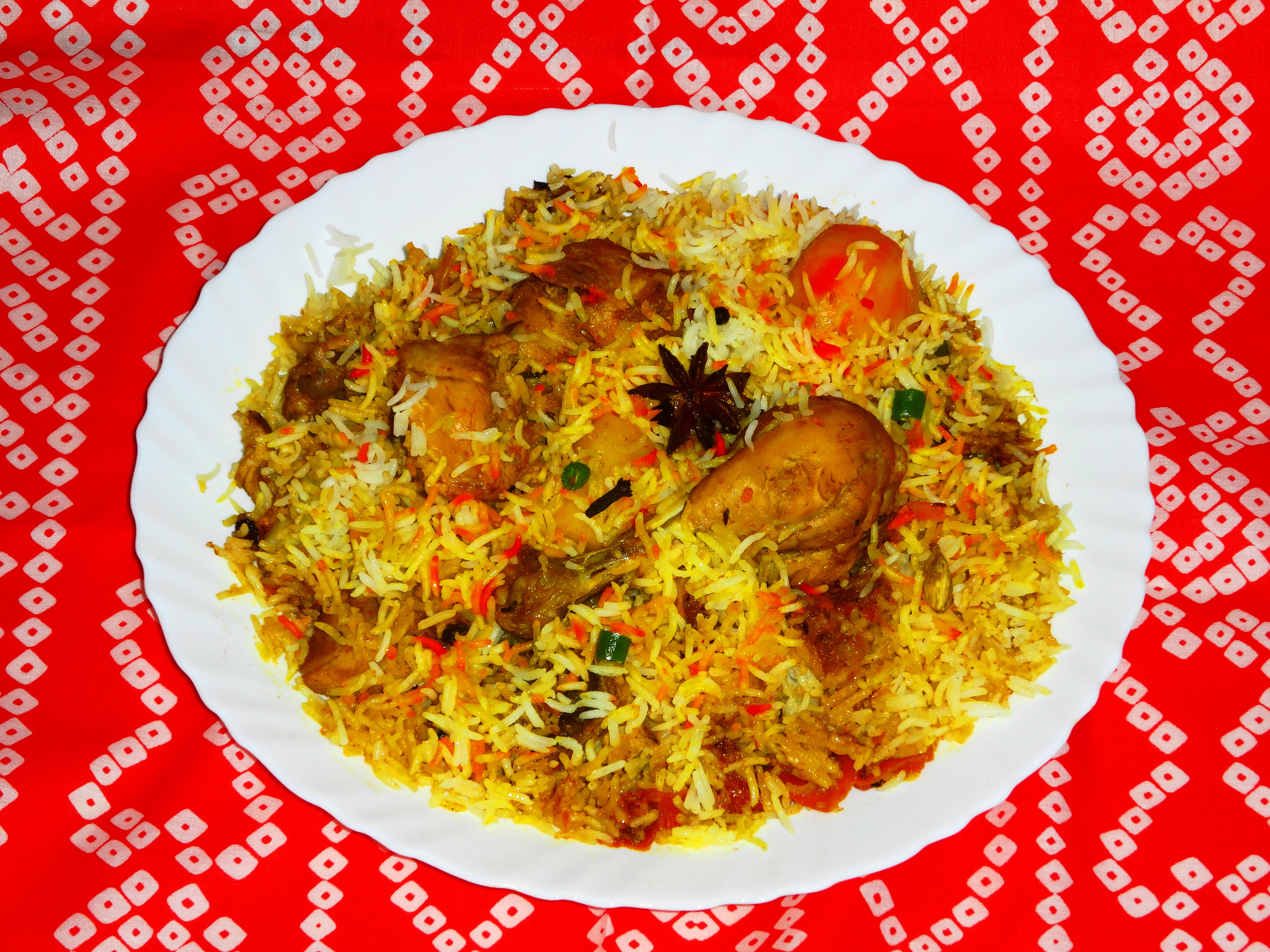
بریانی

- دوتینی بلوچی

## صنایع دستی

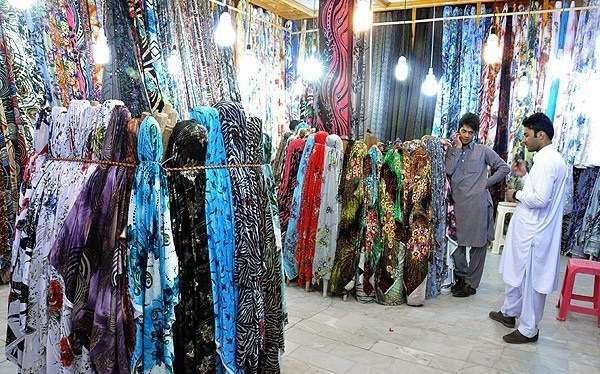
بازار زاهدان

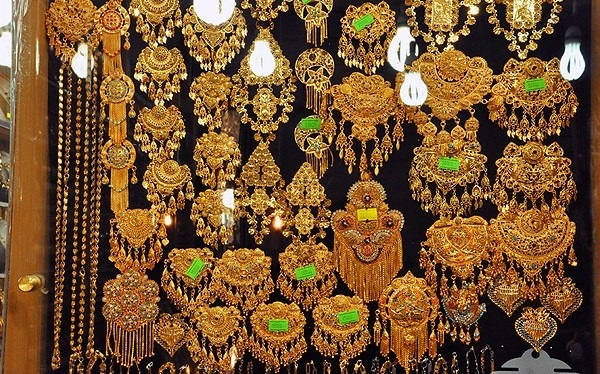
زیورآلات سنتی بلوچی

فهرست صنایع دستی زاهدان:
- فرش بلوچی
- خامه‌دوزی سیستانی
- سیاه‌دوزی سیستان
- گلیم سنتی سیستان
- سوزن‌دوزی بلوچی
- سکه و آینه دوزی
- قالی سنتی سیستانی[۳]
- خولک بافی
- دودنی بافی سیستان
- حصیربافی

## دانشگاه‌ها و مراکز آموزش عالی
زاهدان به دلیل مرکزیت استان، دارای ساختار خدماتی بوده و شهری دانشگاهی، فرهنگی و مذهبی محسوب می‌شود؛ چراکه حدود ۶۰٬۰۰۰ نفر دانشجو در، دانشگاه سیستان و بلوچستان، دانشگاه آزاد اسلامی، دانشگاه پیام نور، مراکز علمی-کاربردی، موسسات غیرانتفاعی و دانشکده علوم قرآنی این شهر مشغول به تحصیل بوده و به همین جهت از سرانهٔ دانشجویی بالایی برخوردار است.

### دانشگاه سیستان و بلوچستان

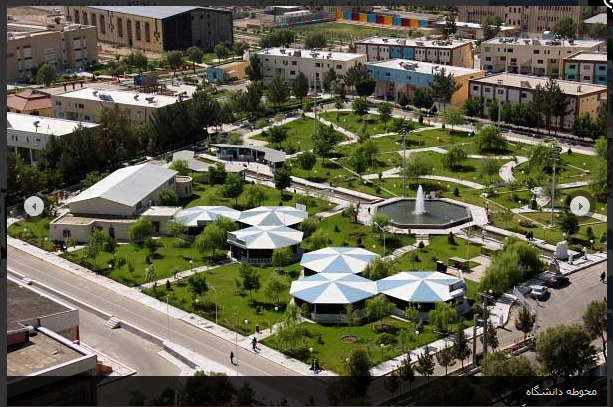
نمایی از محوطهٔ دانشگاه سیستان و بلوچستان

### دانشگاه علوم پزشکی زاهدان

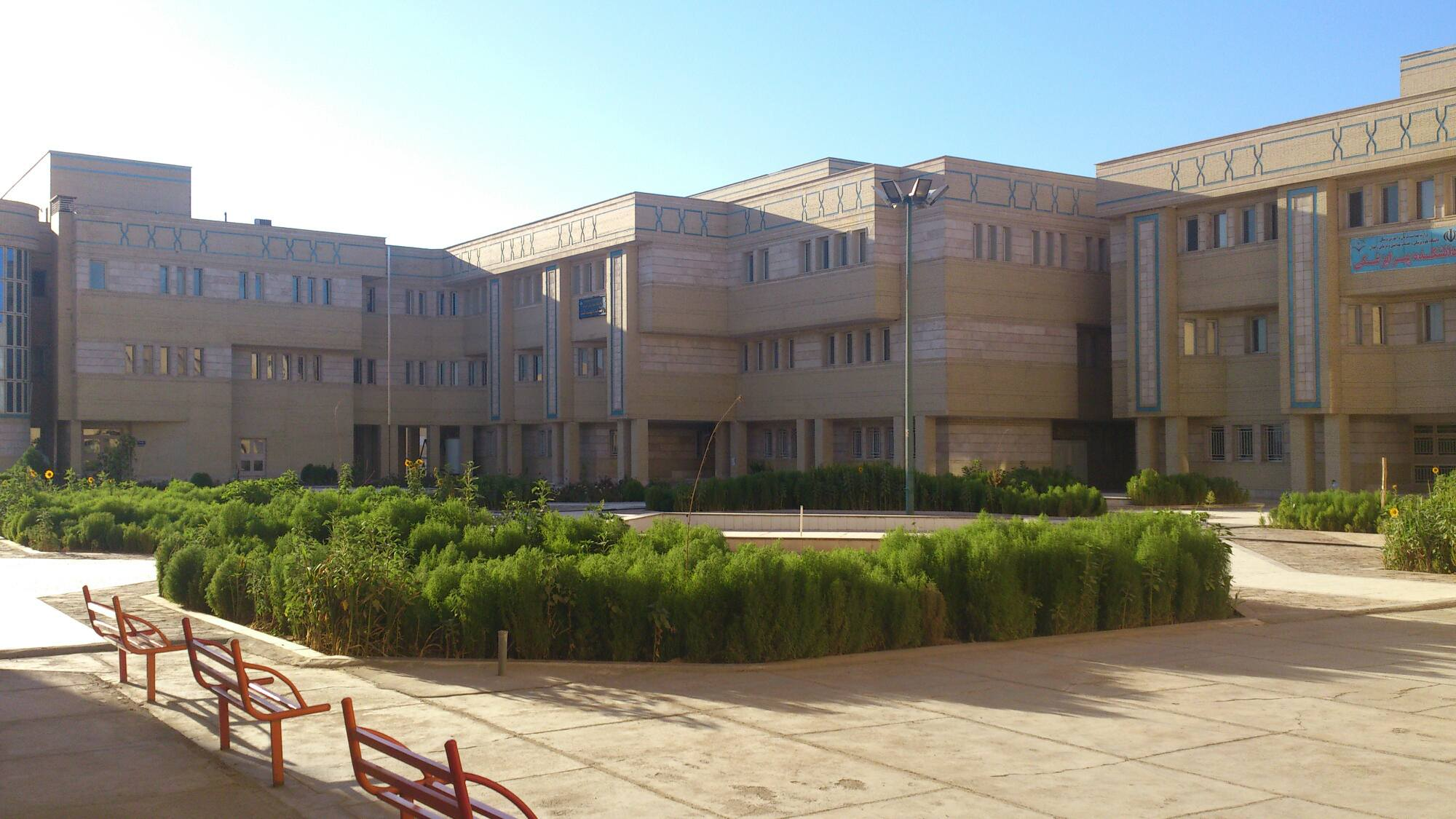
نمایی از دانشگاه علوم پزشکی زاهدان

این دانشگاه فعالیت رسمی خود را اواخر دهه ۱۳۶۰ شروع کرد. این دانشگاه از نوامبر ۲۰۱۶ میلادی در رتبه‌بندی ESI دوازدهمین دانشگاه علوم پزشکی برتر ایران است.
- دانشگاه شهید مطهری پردیس زاهدان
- دانشگاه آزاد اسلامی واحد زاهدان
- دانشگاه پیام نور مرکز زاهدان
- مؤسسهٔ غیرانتفاعی هاتف
- مؤسسهٔ غیرانتفاعی پرتو

## استانداری
استانداران سیستان و بلوچستان پس از پیروزی انقلاب اسلامی ۱۳۵۷ ایران، غلامرضا دانش‌نارویی از اسفند ۱۳۵۷ تا مرداد ۱۳۵۸، حبیب جریری از مرداد ۱۳۵۸ تا دی ۱۳۵۸، حمید بهرامی از دی ۱۳۵۸ تا تیر ۱۳۵۹، منوچهر محمدی از شهریور ۱۳۵۹ تا بهمن ۱۳۶۰، محمدتقی عاقبت‌رفعت از بهمن ۱۳۶۰ تا تیر ۱۳۶۲، سید احمد نصری از تیر ۱۳۶۴ تا آبان ۱۳۶۴، محمود اشجع از دی ۱۳۶۴ تا مهر ۱۳۶۸، محمود حجتی از مهر ۱۳۶۸ تا شهریور ۱۳۷۳، وجیه‌اله آقاتقی از شهریور ۱۳۷۳ تا دی ۱۳۷۳، علی‌بخش جهانبخش از دی ۱۳۷۳ تا مهر ۱۳۷۶، سید محمود حسینی از مهر ۱۳۷۶ تا تیر ۱۳۸۱، حسین امینی از تیر ۱۳۸۱ تا شهریور ۱۳۸۴ و حبیب‌اله دهمرده از شهریور ۱۳۸۴ تا شهریور ۱۳۸۷ بوده‌است. بعد از آن و در دولت دوم محمود احمدی‌نژاد، حاتم ناروئی و پس از آن در دولت یازدهم علی اوسط هاشمی از جانب حسن روحانی از آبان ۱۳۹۲ تا آبان ۱۳۹۶ پس از او دانیال محبی به‌مدت یکسال و پس از آن احمد علی موهبتی و از زمان ریاست جمهوری ابراهیم رییسی، حسین مدرس خیابانی و از تاریخ ۵ دی ماه ۱۴۰۱ به پیشنهاد وزیر کشور محمد کرمی فرمانده سابق نیروی زمینی جنوب شرق سپاه سکان دار استانداری استان سیستان و بلوچستان می‌باشد.

## شهرداری

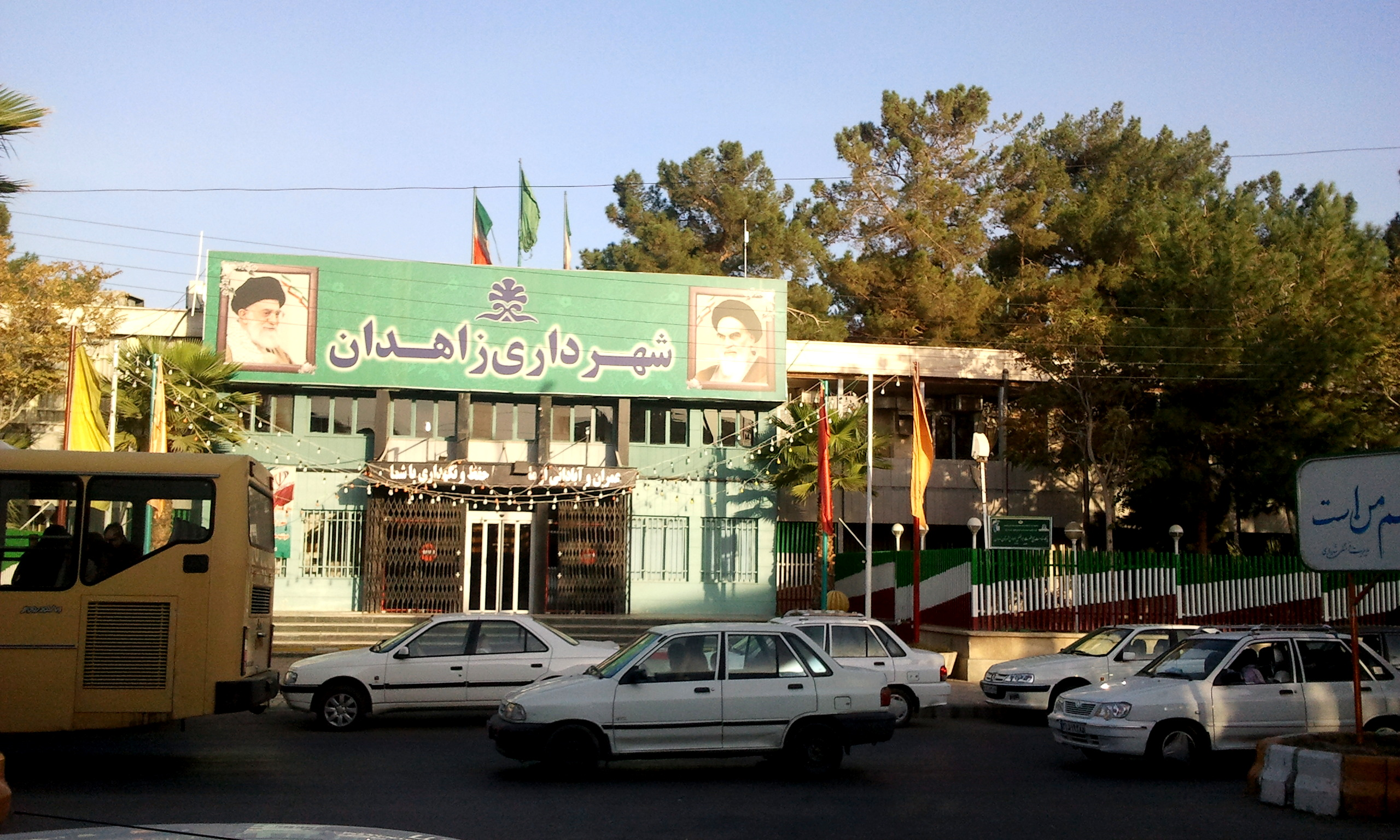
نمایی از شهرداری زاهدان

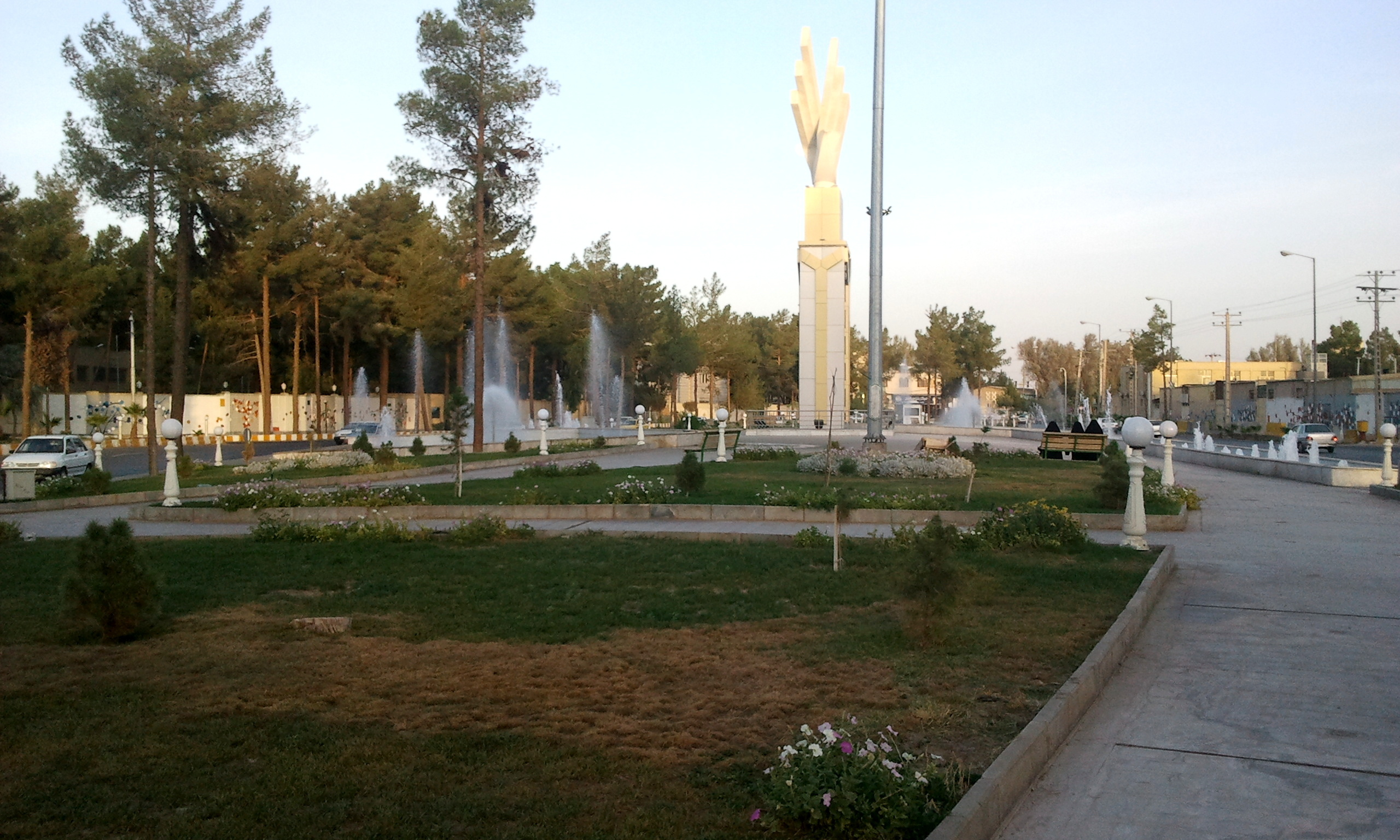
یکی از خیابان‌های شهر زاهدان

شهرداری زاهدان در سال ۱۳۲۵ خورشیدی باعنوان بلدیه تأسیس شد. شمار کارکنان این نهاد در ابتدای راه‌اندازی بالغ بر ۱۱ نفر بوده که وظیفهٔ پاکسازی شهر و آبرسانی به نقاط مختلف آن را برعهده داشته‌است.
پس از پیروزی انقلاب ۱۳۵۷ ایران، شهرداری زاهدان صاحب درجهٔ ۸ شهرداری، ۱۸۶ پست کارمندی و ۳۶۰ پست کارگری شد. در سال ۱۳۷۴ خورشیدی، این شهر به ۳ منطقه و ۹ ناحیهٔ شهرداری تقسیم گردید. زاهدان تاکنون ۴۰ شهردار مختلف را به خود دیده‌است.

### پارک‌ها و فضای سبز شهری

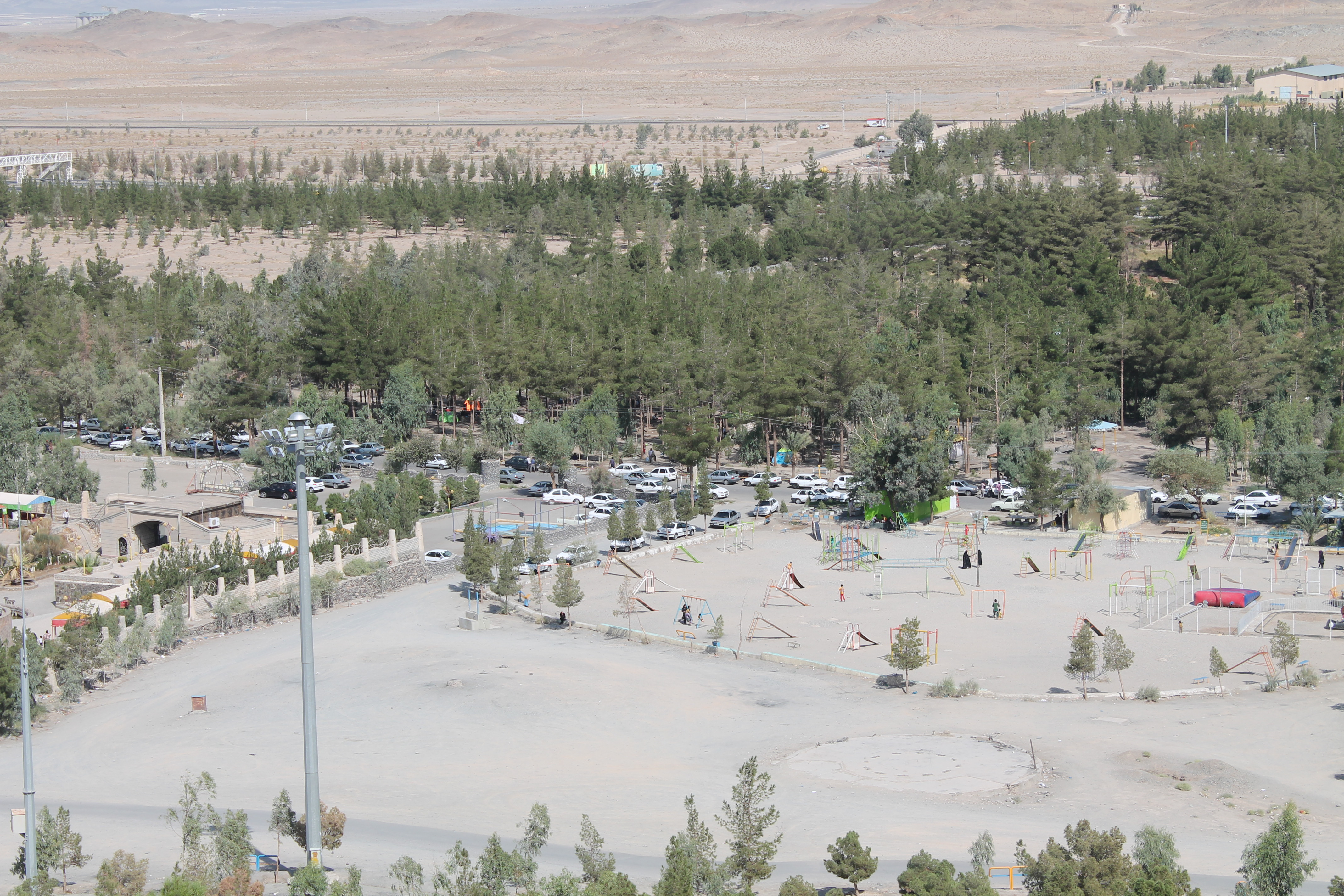
یک پارک جنگلی در شهر زاهدان

برخی پارک‌های مهم شهر زاهدان:
- پارک ملت
- پارک لاله
- باغ خانواده
- بوستان گلها
- پارک بسیج
- پارک آزادگان
- پارک یاس
- پارک قدس
- پارک فرهنگیان
- بوستان ارکیده
- کوهستان پارک
- پارک فرهنگ

## زیرساخت‌های فرهنگی

### سینماها
- سینما اشراق
- سینما هلال
- سینما فروردین
- سینما مهربان

### صدا
رادیو زاهدان در سال ۱۳۳۸ خورشیدی راه‌اندازی شد و از سال ۱۳۳۹ خورشیدی با فرستندهٔ کالینز شروع به فعالیت کرد. این فرستنده پرقدرت‌ترین فرستندهٔ شرق ایران بوده و برنامه‌های داخلی و خارجی مرکز را تحت پوشش خود قرار داده بود.
شبکه استانی صدای مرکز سیستان و بلوچستان در سال ۱۳۸۰ خورشیدی راه‌اندازی شد. این امر سبب افزایش میزان تولید و پخش برنامه‌های رادیویی در این مرکز گردید. امروزه صدای مرکز سیستان و بلوچستان با دارا بودن ۶ مرکز رادیویی و ۴ استودیوی پخش، یکی از مهم‌ترین مراکز صدا در ایران به‌شمار می‌رود.

### سیما
پیش از راه‌اندازی شبکه استانی هامون، تلویزیون زاهدان هر هفته ۵ ساعت برنامهٔ تلویزیونی پخش می‌کرد. پس از افتتاح این مرکز در سال ۱۳۸۲ خورشیدی، میزان برنامه‌های تولیدی آن به ۷ الی ۸ ساعت در روز افزایش یافت.
از مهم‌ترین فیلم‌های سینمایی تولید این مرکز در سال‌های اخیر می‌توان به «تب پنهان»، «چاه فرشته» و «دور از هیاهو»، از مهم‌ترین سریالها می‌توان به «شمبل و شاهی»، «پیرانی زمانگ»، «بازگشت به خانهٔ پدری»، «خاطرات خاموش»، «در مسیر کوچ» و «رودخانهٔ سرباز»، «ستاره‌های شرق»، «گل‌فشان‌ها» و «مستند کوه خواجه» و از مهم‌ترین برنامه‌های کودک می‌توان به «عروسک مهربانی و صحرا» و «قصه‌های شهر سوخته» اشاره کرد

## جاذبه‌های تاریخی و تفریحی

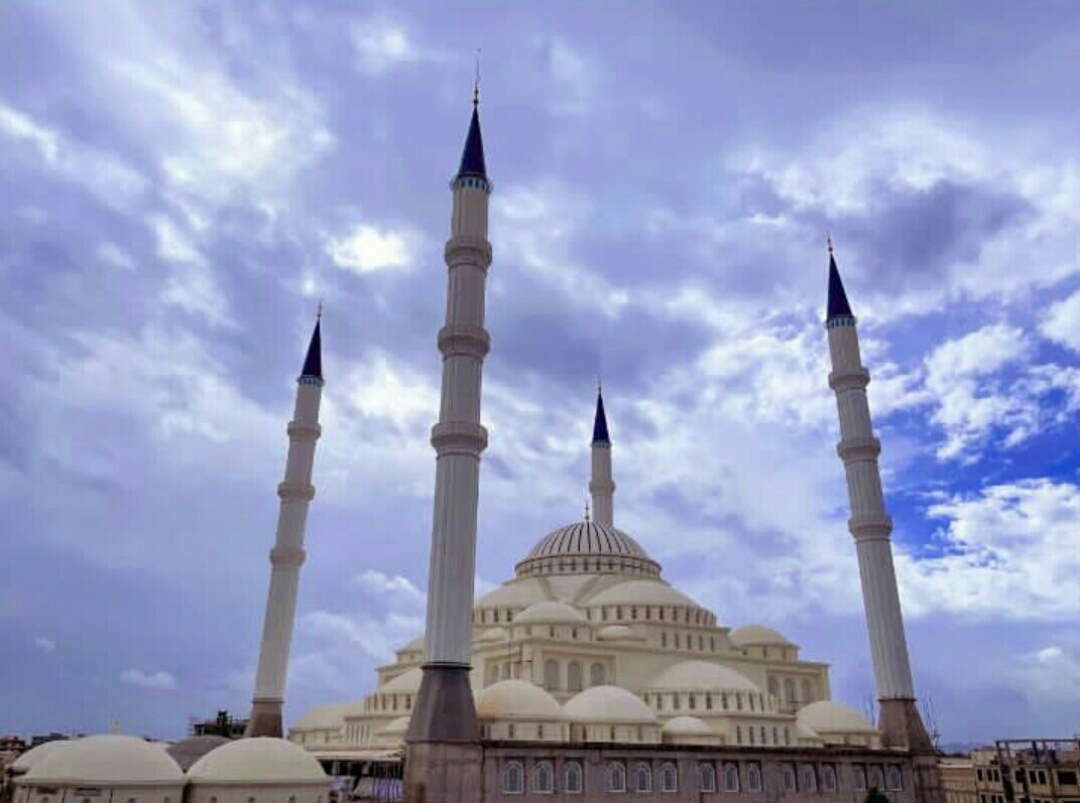
نمایی از مناره‌های مسجد مکی

- مسجد امام علی
- مسجد جامع مکی زاهدان
- کتابخانهٔ عمومی کامبوزیا
- خانه ابویی
- مجتمع تفریحی امام زمان (عج)
- مجتمع تفریحی براسان
- مجتمع تفریحی گراناز
- مجتمع تفریحی ایران بلوچ
- مجتمع ورزشی تفریحی آدرنالین
- موزهٔ شهدا
- موزهٔ منطقه‌ای جنوب شرق ایران
- موزه پست و ارتباطات زاهدان
- مزار سید باباحسینی
- دادگستری قدیم (دوره پهلوی)
- کوچه هندی‌ها
- مصلا قدس
- باغ خاتم
- باغ خانواده
- باغ امام علی (ع)
- باغ سید احمد
- باغ مؤمنی

## مراکز بهداشتی و درمانی
- بیمارستان بوعلی

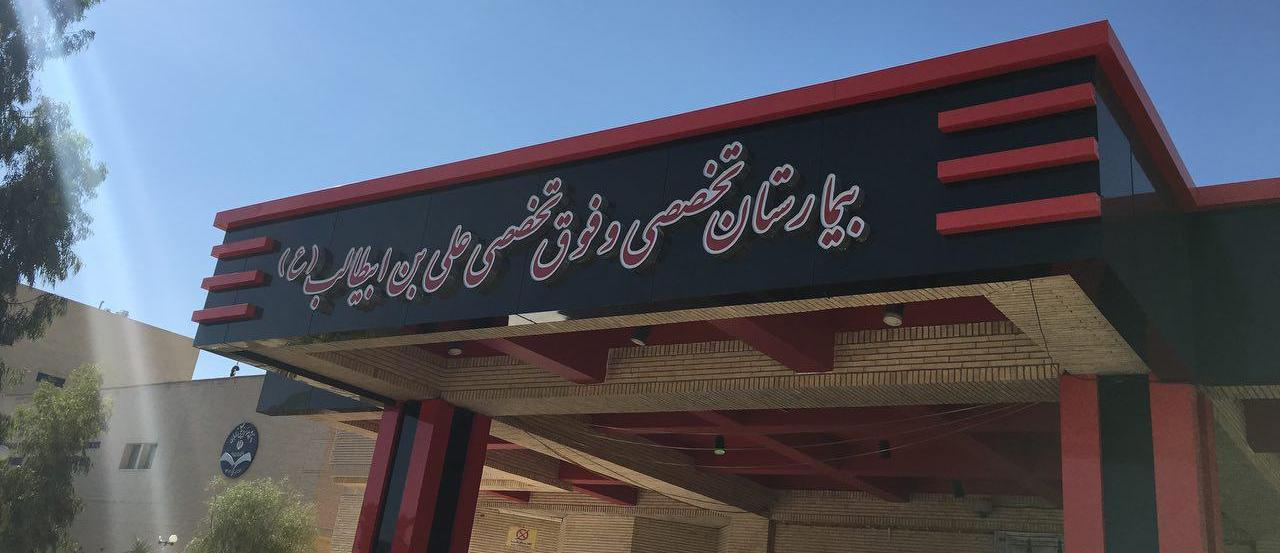
سردر بیمارستان علی ابن ابی طالب زاهدان

- بیمارستان فوق تخصصی چشم‌پزشکی الزهرا (س)
- بیمارستان حضرت علی‌اصغر (ع)
- بیمارستان پیامبراعظم (ص)
- بیمارستان امام علی (ع)
- بیمارستان تأمین اجتماعی
- بیمارستان خاتم‌الانبیا
- بیمارستان نبی اکرم
- بیمارستان بهاران (روان‌پزشکی)
- کلینیک شفا
- کلینیک امام حسین (ع)
- کلینیک زیبایی حضرت مریم
- کلینیک زیبایی مریم
- کلینیک ایرانیان

## مسائل اجتماعی

### حاشیه‌نشینی
حدود ۳۵۰ هزار نفر از جمعیت زاهدان حاشیه‌نشین هستند و در سکونتگاه‌های غیررسمی زندگی می‌کنند که فاقد حداقل زیرساخت‌های شهری از جمله فضای سبز، آسفالت، معابر و مرکز درمانی هستند. شیرآباد و سیک سوزی از جملهٔ محلات حاشیه‌ای زاهدان هستند که با آسیب‌های اجتماعی مانند تکدی‌گری، اعتیاد و سکونت بی‌پناهان و زنان آسیب‌دیده مواجه هستند. خدمات شهری همچون دفع زباله و فاضلاب به این محلات ارائه نمی‌شود.

### جمعه خونین زاهدان
جمعه خونین زاهدان یا جمعه سیاه زاهدان به درگیری‌های ۸ مهر ۱۴۰۱ بین مردم معترض زاهدان و نیروی انتظامی جمهوری اسلامی ایران در جریان خیزش ۱۴۰۱ ایران و به‌دنبال تجاوز فرماندهٔ انتظامی به دختری بلوچ، گفته می‌شود. بین روایت جمهوری اسلامی و روایت منابع محلی، دربارهٔ وقایع این روز تفاوت‌های کلیدی وجود دارد. در این درگیری بر پایه آمار شورای تأمین سیستان و بلوچستان ۳۵ نفر کشته شدند، اما فعالان بلوچ حدود ۱۰۰ نفر از قربانیان را شناسایی کرده‌اند.